# فریباماهی نقاب‌دار
فریباماهی نقاب‌دار (نام علمی: Sufflamen fraenatum) نام یک گونه از تیره فریباماهیان است.